# 拔汗那之戰
拔汗那之战是開元三年(公元715年)阿拉伯帝国倭马亚王朝联合吐蕃和拔汗那(遠寧國)叛軍进攻拔汗那與唐朝發生的战争。是中國跟阿拉伯的第一次直接衝突。中國與阿拉伯發生過四次直接衝突，另外三次是開元五年(公元717年)撥換城之戰；天寶十年(公元751年)怛羅斯戰役；貞元十七年(公元801年)渡瀘之戰。

## 背景
開元元年(公元713)年唐朝設立磧西節度使，任用阿史那彌射之孫阿史那獻為節度使，首次組織對阿拉伯擴張的反攻行動——「定遠道行軍」，阿史那獻為定遠道行軍大總管。阿史那獻留北庭都護郭虔環守庭州，親自統兵西征。到了開元三年(公元715年)阿拉伯帝國倭马亚王朝和吐蕃共立阿了达为拔汗那（费尔干纳谷地）王，调集军队进攻拔汗那。原来的拔汗那王兵败之后，奔往唐朝安西都护府求救。而唐朝監察御史郭孝嵩對當時的安西都護呂休璟說：「不救則無以號令西域。」，於是與阿史那獻統一調動安西、北庭兩道四鎮三軍以及西域諸蕃國兵力，進軍中亞的河中地區。

## 战斗
此次戰役兵分兩路，一路由唐朝监察御史张孝嵩率领附近各戎族部落兵马一万余人，出龟兹镇向西挺进数千里，攻占了数百座城池，长驱直入敌境。，另一路由磧西節度使阿史那獻率北庭漢軍精騎，其前鋒已進抵安息州(今吉爾吉斯沙赫里薩布茲)南90公里的布茲加斯山口，最後在西拔汗那附近的鐵門關(烏茲別克铁尔米兹城北10公里處)險隘發生戰事，然而戰況失利。最後张孝嵩率部在连城（烏茲別克纳曼干）进攻阿了达。张孝嵩亲自披甲，率士卒快速攻城，从中午开始直至傍晚，攻克阿了达三座城堡，俘获、斩首共计一千余人，阿了达只带了几名骑兵逃入山谷之中。

## 結果
唐朝监察御史张孝嵩傳檄西域諸國，西域諸國皆遣使請降，勒石紀功而還。而磧西節度使阿史那獻因作戰失利則被免去節度使職務，但保留定遠道行軍大總管稱號。

## 影響
阿史那獻抵達到中亞鐵門關(烏茲別克铁尔米兹城北10公里處)之處是古代中國軍事力量到達最遠處。超越了太初三年（公元前102年）第二次大宛之戰的大宛王都貴山城(今塔吉克列寧納巴德州苦盞或烏茲別克納曼干州卡桑賽)。